# Julija Wassiljewna Safina
Julija Wassiljewna Safina (russisch Юлия Васильевна Сафина, wiss. Transliteration Julija Vasil'evna Safina, * 1. Juli 1950 in Smirnowo, Sowjetunion) ist eine ehemalige russische Handballspielerin, die für die sowjetische Nationalmannschaft auflief.

## Karriere
Safina lief während ihrer Karriere für die sowjetischen Vereine Metallurh aus Browary und Asot aus Newinnomyssk auf. Weiterhin gehörte Safina dem Kader der sowjetischen Nationalmannschaft an, mit der sie bei den Olympischen Sommerspielen 1980 in Moskau sowie bei der Weltmeisterschaft 1982 in Ungarn jeweils die Goldmedaille gewann.